# I problemi del Millennio
I problemi del Millennio: I sette enigmi matematici irrisolti del nostro tempo (The Millennium Problems: the Seven Greatest Unsolved Mathematical Puzzles of Our Time) è un saggio in cui il matematico Keith Devlin affronta in maniera accessibile al grande pubblico una tematica complessa quale è quella dei sette problemi matematici per la risoluzione dei quali il Clay Mathematics Institute ha posto in palio la cifra di un milione di dollari.
Centinaia di matematici studiano da anni come risolvere questi problemi il cui solo enunciato, alla maggior parte dei profani risulta inaccessibile. Merito di Devlin è, attraverso anche excursus storici e con l'ausilio di matematica delle scuole superiori, di aver reso comprensibile cosa sono questi Everest della matematica e cosa potremmo aspettarci se venissero risolti.

## Contenuti
I sette problemi esposti sono:
1. L'ipotesi di Riemann, la distribuzione dei numeri primi segue o no una legge matematica?
2. La teoria di Yang-Mills e l'ipotesi del gap di massa, le equazioni di Yang-Mills derivate dalla meccanica quantistica possono essere elaborate come teoria matematica?
3. Il problema P versus NP, i problemi computazionali di tipo P, risolvibili efficacemente da un computer, sono la stessa classe di problemi di quelli NP, problemi che richiedono una grossa mole di calcolo e di ostica risoluzione con i computer, o no?
4. Le equazioni di Navier-Stokes, che descrivono il moto dei liquidi e dei gas, sono o no risolvibili con formule generali?
5. La congettura di Poincaré, problema topologico risolto nel 2003 da Grigorij Jakovlevič Perel'man.
6. La congettura di Birch e Swinnerton-Dyer, congettura la cui dimostrazione andrebbe a migliorare la nostra conoscenza dei numeri primi.
7. La congettura di Hodge, problema topologico, in parole semplici: come costruire oggetti matematici complessi a partire da oggetti più semplici.

## Edizioni
- Keith Devlin, I problemi del Millennio: I sette enigmi matematici irrisolti del nostro tempo, traduzione di Isabella C. Blum, collana La lente di Galileo, Longanesi & C., 2004,  p. 298, ISBN 88-304-2056-5.